# Щедров, Николай Николаевич
Николай Николаевич Щедров (род. 3 января 1975) — российский хоккеист, защитник, мастер спорта России, тренер.

## Биография
С пяти до семи лет занимался фигурным катанием. Воспитанник липецкой «Юности», тренер Сергей Сухарев. В сезоне 1990/91 в местной команде второй лиги «Трактор» провёл 6 матчей. В следующем сезоне дебютировал за «Крылья Советов», став последним 16-летним дебютантом чемпионата СССР. Провёл в команде 8 сезонов, затем выступал за «Витязь» Подольск (1999/2000), «Витязь-2» (1999/2000 — 2000/01), «Химик-2» Воскресенск (2000/01), ХК ЦСКА (2000/01), «Кристалл» Саратов (2001/02), «Титан» Клин (2002/03 — 2005/06).
Участник хоккейного турнира зимней Универсиады 2001 года.
Окончил РГАФК (1995), ВШТ при кафедре теории и практики хоккея РГУФКСМиТ (2011).
Тренер СДЮШОР «Крыльев Советов» (2005—2013, 2017—2019). Тренер «Крыльев Советов» в ВХЛ (2010/11, с 17 января). Главный тренер команды МХЛ-Б «Зеленоград» (2013/14 — 2015/16). Старший тренер и заместитель директора по спортивной подготовке СШ № 10 Москомспорта (2019—2020). Детский тренер в «Академии Михайлова» (2021—2022), «Метеоре» Москва (2022—2024), «Граните-Митино» (с 2024).